# 狭落鬼吹箫
狭落鬼吹箫（学名：Leycesteria formosa var. stenosepala）为忍冬科鬼吹箫属下的一个变种。

## 扩展阅读
- 維基物種上的相關：狭落鬼吹箫